# Gevorgavan
Gevorgavan, San Giorgio, è una chiesa in Azerbaigian, nel territorio della ex repubblica di Artsakh (fino al 2017 denominata repubblica del Nagorno Karabakh). Si trova nella regione di Martuni a una decina di chilometri a sud est del capoluogo.

## Storia
L'edificio è stato eretto all'inizio del XX secolo antecedentemente alla sovietizzazione della regione. È di pietra calcarea, di aspetto giallastro e dispone di due ingressi che si aprono a ovest e nord. La lunghezza  è di circa venti metri per una larghezza di dieci e un'altezza che varia dai sei ai dieci metri. 
Le fiancate laterali sono abbellite da tre bifore per lato, altre aperture insistono sia sui lati che sul prospetto anteriore.

## Attuale stato
Durante la prima guerra del Nagorno Karabakh, il tetto e altre parti andarono distrutti. L'edificio è ancora semi diroccato e inagibile. Si trova in posizione più elevata rispetto alla piana azera del Basso Karabakh, a poca distanza dalla linea di contatto tra le forze armate armene e quelle azere. Per tale ragione l'accesso alla chiesa, peraltro su strada sterrata, è interdetto.

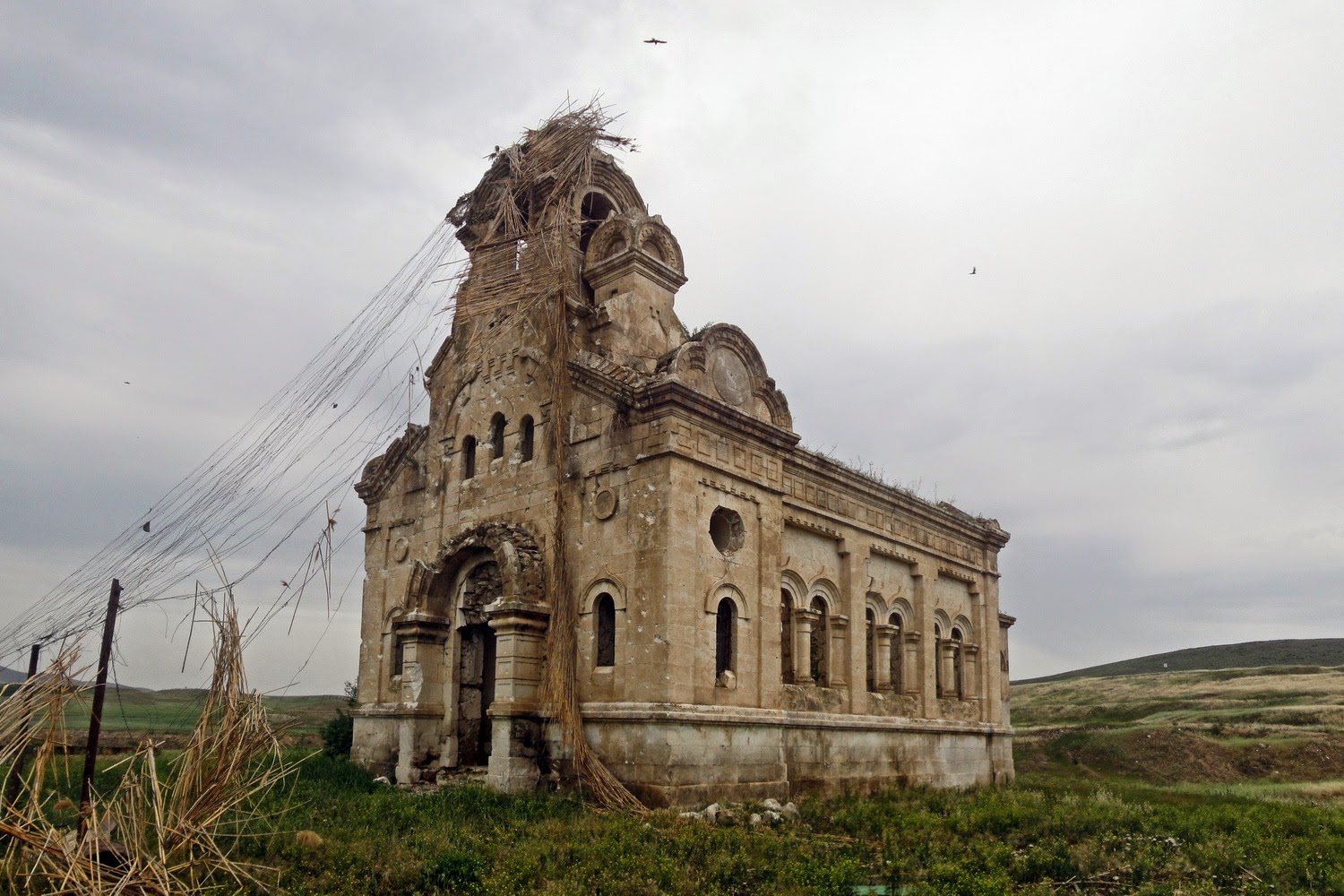